# Hypsiboas exastis
Hypsiboas exastis är en groddjursart som först beskrevs av Ulisses Caramaschi och Rodrigues 2003.  Hypsiboas exastis ingår i släktet Hypsiboas och familjen lövgrodor. IUCN kategoriserar arten globalt som otillräckligt studerad. Inga underarter finns listade i Catalogue of Life.